# Отаман (бронетранспортёр)
«Отаман» — один из украинских вариантов модернизации советских бронетранспортёров БТР-60.

## История
Разработка бронемашины киевской компанией НПО «Практика» началась в середине 2016 года и проходила по программе НИОКР «Накат», предусматривавшей создание базового колёсного шасси для самоходных артиллерийских установок. 11 октября 2016 года демонстрационный образец бронемашины (в варианте самоходного 120-мм миномёта на шасси БТР-60) был представлен на оружейной выставке «Зброя та безпека-2016».
В сентябре 2017 года Киевский бронетанковый завод выполнил работы по установке на бронемашину «Отаман» боевого модуля «Штурм-М», после чего 28 сентября 2017 года бронемашина была представлена публике.
В октябре 2017 года «Отаман» (с демонтированной башней) был представлен на оружейной выставке «Зброя та безпека-2017».
9 октября 2018 года на оружейной выставке «Зброя та безпека-2018» был представлен «Отаман» на укороченном трёхосном шасси (вооружённый башней от БМП-1). Также, в 2018 году бронемашина «Отаман» была включена в перечень бронетехники, предлагаемой на экспорт государственной компанией «Спецтехноэкспорт».
В 2021 году компанией НПО "Практика" была запатентована трансмиссия БТР-60.
13 октября 2021 года на проходившей в Киеве выставке «Цифрове майбутнє армії» (13-17 октября 2021 г.) был представлен демонстрационный образец бронетранспортёра БТР-60XM «Хорунжий» (вооружённый башней БМП-1).
В начале ноября 2021 года БТР-60XM "Хорунжий" прошёл испытания с боевым модулем SARP KPVT производства турецкой компании "Aselsan" (в ходе которых бронемашина вела огонь в движении и с места).

## Описание

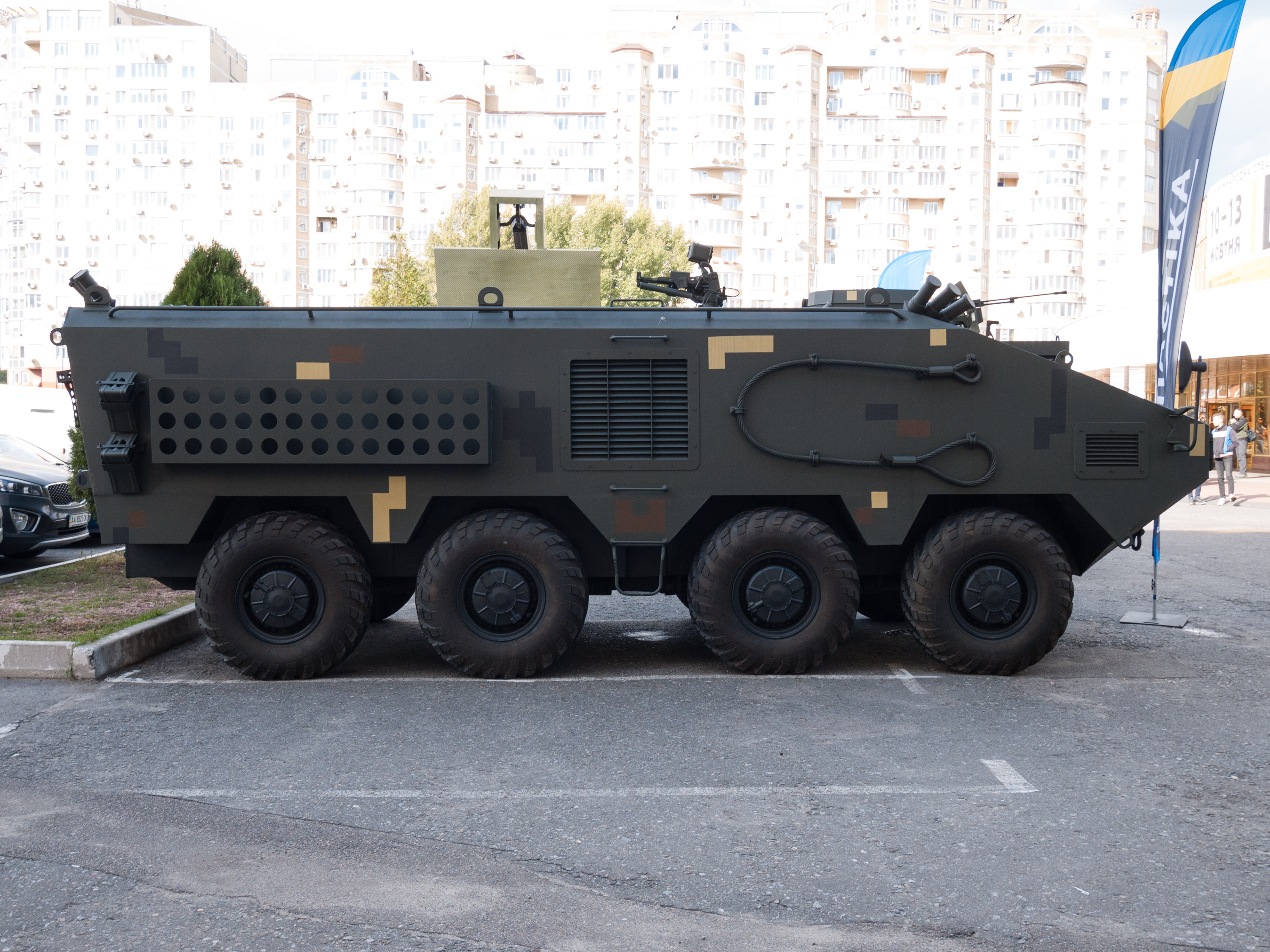
«Отаман» на выставке в Киеве 10 октября 2017 года

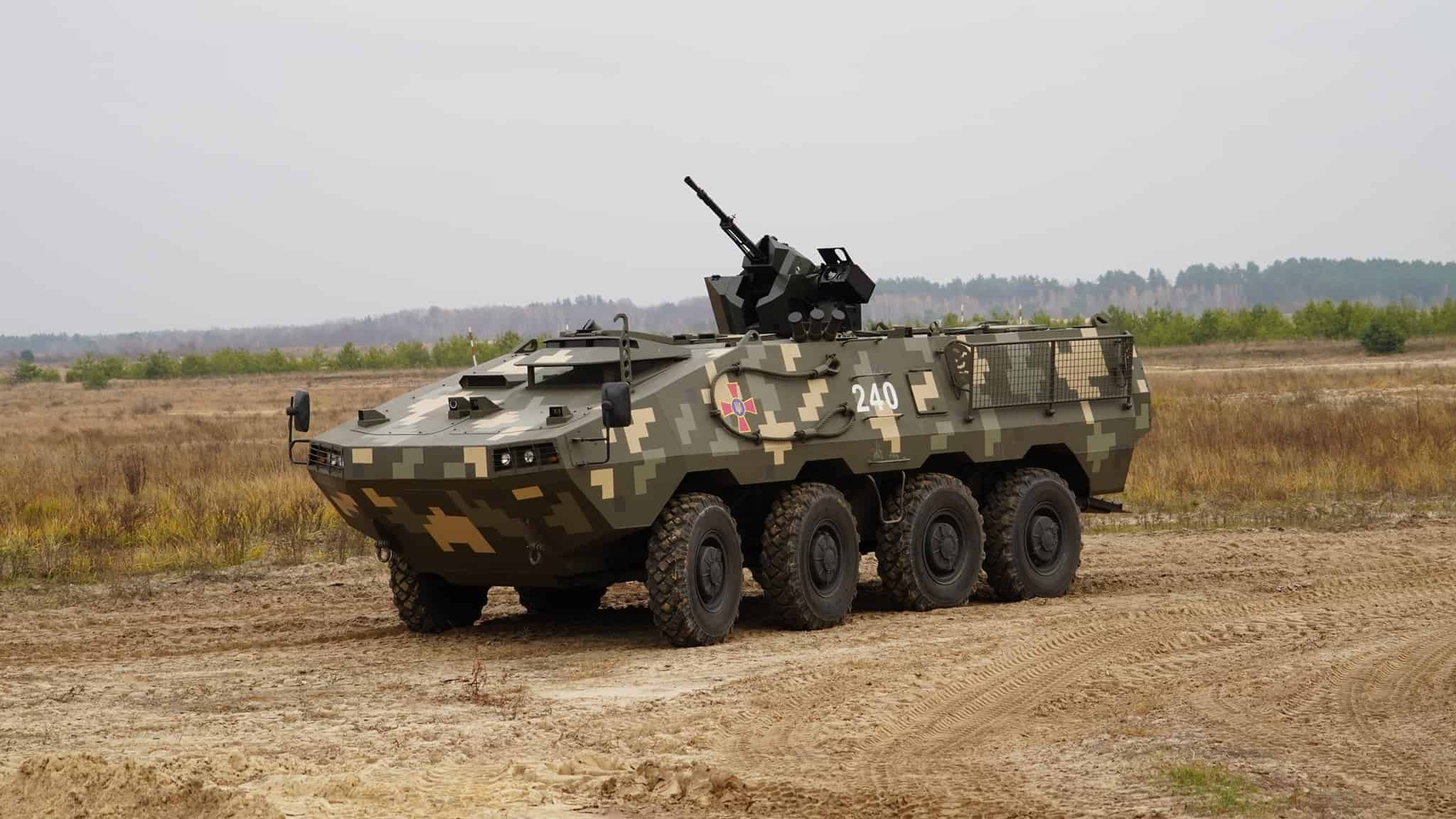
БТР-60XM «Хорунжий» с боевым модулем SARP KPVT (16 декабря 2022 года)

Изначально проект предусматривал возможность переоборудования в «Отаман» бронетранспортёров БТР-60 и БТР-70, но с 2017 года сообщается, что «Отаман» является модернизированным вариантом БТР-60.
В ходе переоборудования в бронемашину «Отаман» бронетранспортёр БТР-60 получает новый стальной бронекорпус с уровнем баллистической защиты стандарта STANAG 4569 уровня II и переднемоторной компоновкой, также производится замена силовой установки на дизельный двигатель и автоматическую коробку передач Allison.
Изначально упоминалось, что в качестве двигателя планируется использовать двигатель Deutz мощностью 290 - 320 л.с., однако в октябре 2017 года было объявлено о намерении использовать дизельный двигатель Iveco мощностью 238 л.с..
Защита от подрыва на минах улучшена за счёт усиления бронирования днища и установки амортизирующих противоминных сидений.
В корме машины оборудована подъёмная аппарель.
Также бронемашина оснащена фильтровентиляционной установкой, радиостанцией и шестью 81-мм дымовыми гранатомётами.

## Варианты и модификации
- санитарная машина (8 × 8) - представлена 9 октября 2018 на выставке «Зброя та безпека-2018» (в переоборудованном десантном отделении вместо сидений для десанта по левому борту установлены носилки для размещения раненых, с правой стороны оставлены три складных сиденья и установлено крепление для медицинской аптечки)[10].
- укороченный трёхосный вариант бронемашины (6 × 6) с уменьшенным объёмом корпуса[2]
- БТР-60XM «Хорунжий» (8 × 8) - вариант 2021 года, бронетранспортёр с дизельным двигателем Deutz и гидромеханической трансмиссией Allison, на крыше десантного отделения позади башни установлен короб для перевозки имущества. Также бронемашина оснащена системой видеонаблюдения. Масса БТР-60ХМ с башней от БМП-1 - 13 тонн, высота увеличилась до 2430 мм (по крыше башни). Запас хода по шоссе - 750 км[7].

По данным разработчика, бронемашина «Отаман» может использоваться в качестве бронетранспортёра, машины огневой поддержки пехоты, а также для создания на её шасси самоходного миномёта, САУ, командно-штабной машины и ремонтно-эвакуационной машины.

## Страны-эксплуатанты
- Украина - 2 сентября 2024 года министерство обороны Украины официально разрешило эксплуатацию бронетранспортёра БТР-60XM «Хорунжий» в вооружённых силах Украины[11]